# Bałkański bazar
Bałkański bazar (tytuł oryginalny: Ballkan pazar) – albańsko-włoski film fabularny z roku 2011 w reżyserii Edmonda Budiny.

## Fabuła
Akcja filmu rozgrywa się w jednej z wiosek południowej Albanii, dokąd przybywają dwie cudzoziemki: Jolie i Orsola. Szukając miejsca, gdzie spoczywa ich dziadek i ojciec trafiają na jeden z najdziwniejszych bazarów, jakie spotkały w swoim życiu. Można na nim kupić i sprzedać „oryginalne” kości przodków.
Fabuła nawiązuje do wydarzeń, które rozegrały się w przeszłości we wsi Kosinë k. Përmetu, gdzie miejscowa ludność próbowała sprzedać władzom Grecji szczątki własnych przodków, jako ofiar wojny włosko-greckiej 1940–1941.

## Obsada
- Luca Lionello jako Marcello
- Catherine Wilkening jako Jolie
- Veronica Gentili jako Orsola
- Laertis Vasiliou jako Ilia
- Edmond Budina jako duchowny prawosławny
- Karafil Shena jako Dionisio
- Visar Vishka jako Genti
- Erand Sojli jako Miri
- Marko Bitraku jako Nazif
- Artan Islami jako Adi
- Vasil Cuklla jako Stavros
- Valentina Xhezo jako Angjeliqi
- Viktor Çaro
- Nikolla Llambro
- Hajrie Rondo